# Động đất Sumatra 2002
Động đất Sumatra 2002 xảy ra lúc 01:26 UTC ngày 2 tháng 11. Nó có độ lớn 7,3 độ trên Thang độ lớn mô men với một tâm chấn ở phía bắc đảo Simeulue và làm ba người chết. Trận động đất này được coi như là một tiền chấn của động đất Ấn Độ Dương năm 2004, có tâm chấn khoảng 60 km về phía tây bắc.

## Bối cảnh kiến tạo
Đảo Sumatra nằm trên ranh giới hội tụ giữa mảng Ấn-Úc và mảng Á-Âu. Sự hội tụ giữa những mảng này rất nghiêng gần Sumatra, với việc di chuyển được tạo ra bởi đứt gãy trượt dọc theo vùng hút chìm, được biết đến là đại đứt gãy nghịch Sunda, và gần đứt gãy trượt Sumatran. Hoạt động trượt chính trong khu vục hút chìm thường là loại đại đứt gãy nghịch. Trong lịch sử, động đất đại đứt gãy nghịch lớn đã được ghi lại trong những năm 1797, 1833, 1861, năm 2004, 2005 và 2007, hầu hết chúng được liên kết với sóng thần có sức tàn phá lớn. Các hoạt động đại đứt gãy nghịch nhỏ hơn cũng đã xảy ra trong các khoảng thời gian nhỏ giữa các khu vực trượt trong những sự kiện lớn hơn, trong năm 1935, năm 1984, 2000 và năm 2002.

## Thiệt hại
Các hậu quả lớn nhất xảy ra trên đảo Simeulue, nơi 994 tòa nhà đã bị hư hỏng, ba người chết, và 65 người bị thương.Trận động đất cũng đã được cảm thấy ở Tapaktuan (VI (Mạnh), Meulaboh và Singkil (V (Vừa) trong tỉnh Aceh của Sumatra.

## Đặc điểm
Khu vực đức gãy của trận động đất năm 2002 nằm ở nơi tiếp giáp giữa các khu vực đứt gãy của các động đất năm 2004 và 2005 được xác định bởi dấu hiệu sự nâng lên hay san hô microatolls. Nó được coi là tiền chấn của trận động đất năm 2004. San hô microatolls xung quanh Simeulue có bằng chứng của sự nâng như là kết quả của sự kiện năm 2002, khác biệt với sự nâng lên gây ra bởi sự kiện năm 2004. Sóng từ trận động đất này có thể được sử dụng làm mô hình chuyển động của sóng Rayleigh trong trận động đất năm 2004 sử dụng phân tích green's function.